# Aérodrome de Charleville-Mézières
L’aérodrome des Ardennes - Etienne RICHÉ (code IATA : XCZ • code OACI : LFQV) est un aérodrome civil, ouvert à la circulation aérienne publique (CAP), situé sur les communes de Damouzy, Tournes et de Belval à 6 km au nord-ouest de Charleville-Mézières dans les Ardennes (région Grand Est, France).
Il est utilisé pour la pratique d’activités de loisirs, aviation d'affaires et de tourisme (aviation légère, travail aérien, parachutisme et aéromodélisme). Sa gestion est assurée par le Conseil départemental des Ardennes.

## Histoire
Aménagé au début du XXe siècle pour des besoins militaires, ce n'est qu'en 1923, que l’aéro-club ardennais est créé afin d'occuper ce lieu-dit du « Champ d'aviation ». Les travaux d’aménagement de la piste sont achevés en 1924. De 1940 à 1944, le terrain est d’abord bombardé par la Luftwaffe puis devient une des écoles de celle-ci.
En 1968, la Chambre de commerce et d'industrie de Charleville devient gestionnaire du terrain et finance la construction d’une piste en dur de 800 m de longueur inaugurée par Pierre Brunon, préfet de l’époque. Cette piste sera portée par la suite à 1 200 m en 1977 puis à 1 500 m en 1995. Le 30 avril 2008 vit la fin de la concession de la Chambre de commerce et d'industrie des Ardennes, remettant ainsi le destin de l’aérodrome entre les mains du conseil général des Ardennes.
Une des bretelles  de raccordement de la future autoroute A304 devait passer à travers la piste de l’aérodrome, et ainsi le fermer, mais cette option ne fut finalement par retenue.
En 2015, le Conseil départemental a finalement préféré explorer d’autres itinéraires pour le tracé du barreau de raccordement et préserver cette infrastructure.
L'aérodrome est équipé d'une piste de 1500 m, récemment rénovée ouverte à la circulation aérienne publique en VFR de jour.
Des partenariats sont  noués avec l’aéroport de Charleroi-Bruxelles Sud pour préparer l’accueil des vols d’affaires et de tourisme, mais aussi des vols des écoles de formation et d’apprentissage des pilotes.
Le 22 septembre 2017 marque de manière très symbolique la dénomination officielle de l’ «Aérodrome des Ardennes – Etienne Riché » à la fois  en hommage à un pionnier ardennais de l’aviation et de l’aéronautique militaire française et le début d’une nouvelle ère pour Belval et les Ardennes.

## Installations
L’aérodrome dispose d'une piste orientée est-ouest (11/29) :
- une piste bitumée longue de 1 500 m et large de 30 m ;
- l'ancienne piste ULM, en herbe longue de 250 m et large de 50, est interdite d'emploi depuis le 10/11/2015.

L’aérodrome est en auto information sur la fréquence de 126,855 MHz.
S’y ajoutent :
- une zone aéromodélisme,
- une zone parachutisme,
- une aire de stationnement ;
- des hangars ;
- une station d’avitaillement en carburant JET A1 et AVGAS[6]

Par ailleurs, la procédure de guidage par GNSS est en cours d'étude et devrait également être déployée. En 2018, seront mis en service une nouvelle vigie, de nouveaux outils météorologiques et un service AFIS.

## Activités

### Loisirs et tourisme
- Aéroclub Les Ailes Ardennaises[7]
- Clubs ULM : ULM Belval Aeropassion et ULM Club Ardennes
- Parachutisme
- Aéromodélisme : Les Ailes Ardennaises Modélisme

### Sociétés implantées
- Météo-France, centre départemental des Ardennes (CDM08)

### Armées et Services Associés
- Présence régulière des unités militaires du 3e Régiment d'hélicoptères de combat d'Etain et du 25e Régiment du génie de l'air de Istres
- Groupement de gendarmerie des Ardennes
- Douanes